# Nadja Benaissa/Diskografie
Diese Diskografie ist eine Übersicht über die musikalischen Werke der deutschen Pop-, R&B- und Soulsängerin Nadja Benaissa. Ihre erfolgreichste Veröffentlichung ist die Autorenbeteiligung One Life (No Angels), die zum Top-20-Hit in Deutschland sowie zum Charthit in Österreich avancierte.

## Alben

### Studioalben
| Jahr | Titel Musiklabel                        | Höchstplatzierung, Gesamtwochen, AuszeichnungChartplatzierungen (Jahr, Titel, Musiklabel, Platzierungen, Wochen, Auszeichnungen, Anmerkungen) | Höchstplatzierung, Gesamtwochen, AuszeichnungChartplatzierungen (Jahr, Titel, Musiklabel, Platzierungen, Wochen, Auszeichnungen, Anmerkungen) | Höchstplatzierung, Gesamtwochen, AuszeichnungChartplatzierungen (Jahr, Titel, Musiklabel, Platzierungen, Wochen, Auszeichnungen, Anmerkungen) | Anmerkungen                            |
| Jahr | Titel Musiklabel                        | DE | AT | CH | Anmerkungen                            |
| ---- | --------------------------------------- | --- | --- | --- | -------------------------------------- |
| 2006 | Schritt für Schritt Urban Records (UMG) | DE71 (1 Wo.)DE | — | — | Erstveröffentlichung: 24. Februar 2006 |

## Singles

### Als Leadmusikerin
| Jahr | Titel Album                       | Höchstplatzierung, Gesamtwochen, AuszeichnungChartplatzierungen (Jahr, Titel, Album, Platzierungen, Wochen, Auszeichnungen, Anmerkungen) | Höchstplatzierung, Gesamtwochen, AuszeichnungChartplatzierungen (Jahr, Titel, Album, Platzierungen, Wochen, Auszeichnungen, Anmerkungen) | Höchstplatzierung, Gesamtwochen, AuszeichnungChartplatzierungen (Jahr, Titel, Album, Platzierungen, Wochen, Auszeichnungen, Anmerkungen) | Anmerkungen                                                                                       |
| Jahr | Titel Album                       | DE | AT | CH | Anmerkungen                                                                                       |
| ---- | --------------------------------- | --- | --- | --- | ------------------------------------------------------------------------------------------------- |
| 2005 | Es ist Liebe Schritt für Schritt  | DE64 (3 Wo.)DE | — | — | Erstveröffentlichung: 12. September 2005                                                          |
| 2006 | Ich hab’ dich Schritt für Schritt | DE36 (4 Wo.)DE | — | — | Erstveröffentlichung: 10. Februar 2006                                                            |
| 2023 | Girls Don’t Fart –                | — | — | — | Erstveröffentlichung: 1. Dezember 2023 mit A. Baborie, C. Kebekus & J. Schwiers als 4gether 2ever |

### Als Gastmusikerin
| Jahr | Titel Album                            | Höchstplatzierung, Gesamtwochen, AuszeichnungChartplatzierungen (Jahr, Titel, Album, Platzierungen, Wochen, Auszeichnungen, Anmerkungen) | Höchstplatzierung, Gesamtwochen, AuszeichnungChartplatzierungen (Jahr, Titel, Album, Platzierungen, Wochen, Auszeichnungen, Anmerkungen) | Höchstplatzierung, Gesamtwochen, AuszeichnungChartplatzierungen (Jahr, Titel, Album, Platzierungen, Wochen, Auszeichnungen, Anmerkungen) | Anmerkungen                                                                                             |
| Jahr | Titel Album                            | DE | AT | CH | Anmerkungen                                                                                             |
| ---- | -------------------------------------- | --- | --- | --- | --- |
| 2001 | Liebe & Verstand Lightkultur (Sampler) | DE61 (7 Wo.)DE | — | CH63 (3 Wo.)CH | Erstveröffentlichung: 10. Dezember 2001 als Teil der Sisters Keepers                                    |
| 2006 | Won’t Forget These Days 06 –           | DE48 (7 Wo.)DE | — | — | Erstveröffentlichung: 9. Juni 2006 als Teil von Music Team Germany Original: Fury in the Slaughterhouse |
| 2007 | Dear Christin Inşallah                 | — | — | — | Erstveröffentlichung: 16. Januar 2007 Manuellsen feat. Nadja Benaissa                                   |
| 2007 | Dirty Dancing –                        | — | — | — | Erstveröffentlichung: 2. Juni 2007 DJ Sakin & Friends feat. Nadja Benaissa                              |
| 2020 | Unlock My Chains –                     | — | — | — | Erstveröffentlichung: 27. November 2020 One Men Ahead feat. Nadja Benaissa                              |
| 2023 | Ich halt dich nicht auf –              | — | — | — | Erstveröffentlichung: 17. November 2023 Noël André feat. Nadja Benaissa                                 |
| 2025 | Der Krieg ist aus –                    | — | — | — | Erstveröffentlichung: 9. Mai 2025 Joshua Lange, Peter Plate & Ulf Leo Sommer feat. Nadja Benaissa       |

## Musikvideos
| Jahr | Titel                        | Regie                       |
| ---- | ---------------------------- | --------------------------- |
| 2001 | Liebe & Verstand             | Katja Kuhl                  |
| 2005 | Es ist Liebe                 |                             |
| 2006 | Ich hab’ dich                | Oliver Sommer               |
| 2006 | Won’t Forget These Days 2006 | Georg Dehghan               |
| 2007 | Dear Christin                | Marcel Muth, Timm Zumbrägel |
| 2023 | Ich halt dich nicht auf      | Shaho Casado                |
| 2025 | Der Krieg ist aus            | Marcel Kaupp                |

## Autorenbeteiligungen
Nadja Benaissa als Autorin für andere Musiker
| Jahr | Titel Album                          | Anmerkungen                                                        |
| ---- | ------------------------------------ | ------------------------------------------------------------------ |
| 2002 | Come Back Now … Us!                  | Erstveröffentlichung: 24. Juni 2002 Interpretation: No Angels      |
| 2009 | One Life Welcome to the Dance        | Erstveröffentlichung: 21. August 2009 Interpretation: No Angels    |
| 2009 | Shut Your Mouth Welcome to the Dance | Erstveröffentlichung: 11. September 2009 Interpretation: No Angels |

Nadja Benaissa als Autorin in den Charts

| Jahr | Titel Album                   | Höchstplatzierung, Gesamtwochen, AuszeichnungChartplatzierungen (Jahr, Titel, Album, Platzierungen, Wochen, Auszeichnungen, Anmerkungen) | Höchstplatzierung, Gesamtwochen, AuszeichnungChartplatzierungen (Jahr, Titel, Album, Platzierungen, Wochen, Auszeichnungen, Anmerkungen) | Höchstplatzierung, Gesamtwochen, AuszeichnungChartplatzierungen (Jahr, Titel, Album, Platzierungen, Wochen, Auszeichnungen, Anmerkungen) | Anmerkungen                                                     |
| Jahr | Titel Album                   | DE | AT | CH | Anmerkungen                                                     |
| ---- | ----------------------------- | --- | --- | --- | --------------------------------------------------------------- |
| 2009 | One Life Welcome to the Dance | DE15 (8 Wo.)DE | AT29 (4 Wo.)AT | — | Erstveröffentlichung: 21. August 2009 Interpretation: No Angels |

## Hörbücher
| Jahr | Titel Verlag                | Anmerkungen                        |
| ---- | --------------------------- | ---------------------------------- |
| 2021 | Alles wird gut Edel Records | Erstveröffentlichung: 2. Juli 2021 |

## Sonderveröffentlichungen

### Alben
| Jahr | Titel Album                           | Anmerkungen                                                   |
| ---- | ------------------------------------- | ------------------------------------------------------------- |
| 2006 | Know Your Emotion Urban Records (UMG) | Erstveröffentlichung: 17. Februar 2006 Beilage in der emotion |

### Lieder
| Jahr | Titel Album                                    | Anmerkungen                                                                          |
| ---- | ---------------------------------------------- | ------------------------------------------------------------------------------------ |
| 2006 | Dear Christin Inşallah                         | Erstveröffentlichung: 29. September 2006 Manuellsen feat. Nadja Benaissa             |
| 2008 | Mein Jahr Fremd im eigenen Land                | Erstveröffentlichung: 25. Januar 2008 Fler feat. Nadja Benaissa                      |
| 2009 | Wir sind keine Kinder mehr Dis wo ich herkomm  | Erstveröffentlichung: 27. März 2009 Samy Deluxe feat. Nadja Benaissa & Xavier Naidoo |
| 2012 | Allein Book of Truth                           | Erstveröffentlichung: 8. Juni 2012 Thea Queen of Light feat. Nadja Benaissa          |
| 2012 | Honey and Blood Book of Truth                  | Erstveröffentlichung: 8. Juni 2012 Thea Queen of Light feat. Nadja Benaissa          |
| 2012 | Maisha Book of Truth                           | Erstveröffentlichung: 8. Juni 2012 Thea Queen of Light feat. Nadja Benaissa          |
| 2021 | Es tut mir so leid Die guten Jahre sind vorbei | Erstveröffentlichung: 1. August 2021 Unkompatibel feat. No Angel                     |

| Jahr | Titel Album                  | Anmerkungen                                                         |
| ---- | ---------------------------- | ------------------------------------------------------------------- |
| 2001 | Liebe & Verstand Lightkultur | Erstveröffentlichung: 3. Dezember 2001 als Teil der Sisters Keepers |

## Statistik

### Chartauswertung
Die folgenden Statistiken bieten eine Übersicht über die Charterfolge von Benaissa in den Album- und Singlecharts. Es ist zu beachten, dass bei den Singles nur Interpretationen, keine Autorenbeteiligungen berücksichtigt werden.
|                     | DE    | AT    | CH    |
| ------------------- | ----- | ----- | ----- |
| Nummer-eins-Alben   | DE—DE | AT—AT | CH—CH |
| Top-10-Alben        | DE—DE | AT—AT | CH—CH |
| Alben in den Charts | DE1DE | AT—AT | CH—CH |

|                       | DE    | AT    | CH    |
| --------------------- | ----- | ----- | ----- |
| Nummer-eins-Singles   | DE—DE | AT—AT | CH—CH |
| Top-10-Singles        | DE—DE | AT—AT | CH—CH |
| Singles in den Charts | DE4DE | AT—AT | CH1CH |